# السلاسل الزمنية لتاريخ العالم
قائمة المقالات الجدول الزمني هي كالتالي:

## عصور ما قبل التاريخ
- للأحداث التي يعود تاريخها إلى نشأة الكون انظر: التسلسل الزمني لبداية الكون [الإنجليزية].
- للأحداث التي يعود تاريخها من تكوين الكوكب إلى ظهور الإنسان الحديث، انظر: التسلسل الزمني للتاريخ الطبيعي والتسلسل الزمني للتاريخ التطوري للحياة.
- للأحداث التي يعود تاريخها من بداية ظهور الإنسان العاقل إلى ما قبل اختراع الكتابة، انظر: التسلسل الزمني لما قبل التاريخ.

## التاريخ المكتوب
هنا السلاسل الزمنية لتاريخ العالم تسرد الأحداث المسجلة منذ إنشاء الكتابة منذ ما يقرب من 5000 عام حتى يومنا هذا.
- للأحداث منذ حوالي 3200 قبل الميلاد - إلى حوالي 500م انظر: التسلسل الزمني للتاريخ القديم.
- للأحداث من 500م - 1499م انظر: التسلسل الزمني للعصور الوسطى.
- للأحداث من 1500م انظر: التسلسل الزمني للعصر الحديث.

## المستقبل
- للمخططات الزمنية المستقبلية انظر: السلاسل الزمنية للمستقبل [الإنجليزية].